# Castell de Xiu
El castell de Xiu és una construcció defensiva militar que se situa al terme municipal de Llutxent (Vall d'Albaida, País Valencià). Va ser construït al segle xii, durant el període almohade.
El castell està enclavat dins de l'itinerari de la Ruta dels Monestirs de València, ruta monumental inaugurada el 2008, que travessa aquest castell per visitar el Monestir del Corpus Christi. Es troba aproximadament a 1,5 km del municipi de Llutxent, a la vora de la carretera de Pinet, en l’antiga via que obria la Vall d’Albaida des del nord-est, conegut com el Coll del Llautó, que constituïa el pas més ràpid i accessible des de la costa cap a l’interior, entre Xàtiva, Alcoi i Dènia.

## Toponimia
El terme Xio, Xiu o Chio, prové de l’àrab /jiwa/, que significa vall, foia o zona baixa amb aigua, ajustant el significat a les condicions del terreny, que en el nostre cas es vincula amb la proximitat del riu Pinet, afluent principal del riu Vernisa que conflueix al seu torn en el riu Serpis.
També és conegut com Castell Vell, per comparació amb el Castell Palau dels Pròxita que es va construir uns segles després. De la mateixa manera, s'han relacionat amb l’aigua dos altres noms de llocs que també tindrien l’arrel etimològica en el terme àrab /jiwa/. El primer és el municipi de Xiva, ubicat prop d’un barranc, i el segon és una alqueria desapareguda que possiblement estaria entre el Genovés i Xàtiva, tal vegada prop de la pedania d'Alboi. Podria ser l’alqueria del terme de Xàtiva a la que fa referència Burns, que va passar a mans de Baldoví de Baldoví en 1269. Així, en una entrevista amb el cronista local Rafael Canet, aquest ens planteja l’estranya connexió que sempre havia trobat entre els Fenollet i el Castell del Xio, segons documents d’Orts i Bosch, mentre que seria més probable que Orts i Bosch vinculara els Fenollet amb el Xio del Genovés, ja que aquests tenien propietats a Alboi.

## Història
El castell data de l'època almohade, entre els anys 1178 i 1190, i servia de centre defensiu a un model territorial de caràcter rural amb un hàbitat disseminat en petites unitats de població (alqueries) que es refugiarien al castell en cas de perill.
El 22 de setembre de 1238 la capitulació de València va obrir un període d’inestabilitat injustificada en què les absències eventuals del rei incitaren als generals de les tropes cristianes a incomplir el pacte de no agressió que el rei havia signat amb el cabdill àrab Zayyan. Així, a principis de 1239, el noble Pere Alcalà fou capturat en una de les seues incursions per les terres del sud del regne i el capità Berenguer d’Entença va haver d’intervenir en la famosa Batalla del Miracle dels Corporals.
Uns anys després, en abril de 1245, Jaume I signà un altre tractat de pau amb Al-Azraq perquè les forces musulmanes li estaven impedint finalitzar la seua conquesta. El pacte, com una mena de pau artificiosa, va permetre la convivència de cristians i musulmans durant quasi tres anys al sud del regne, però les sublevacions van anar prenent força conforme s'anava aproximant el termini fixat en què Al-Azraq havia d’entregar els castells que encara quedaven baix el seu domini: Xeroles, Perputxent, Margarida i Gallinera, fent efectiva la sublevació amb la captura del Castell de Penàguila i reforçant la determinació d’expulsió dels musulmans, que Jaume I faria pública en gener de 1248.
Dos són les dates que ens parlen del setge de Llutxent, iniciat el 9 de març i acabat com a molt prompte el 14 d’abril de 1248, tal com queda reflectit al Llibre dels Fets de Jaume I. La seua durada ens fa pensar que aquest degué de ser un episodi important en el combat entre les forces d’Al-Azraq i els cristians que lluitaven pel control del Benicadell, per on discorria la ruta de Xàtiva a Cocentaina. Finalment les tropes cristianes eixiren triomfants, donant inici a un breu interval de pau en què el rei s'afanaria en organitzar la tasca colonitzadora, per a que els nous colons evitaren que les revoltes es repetiren. Durant la dècada següent, Jaume I va sotmetre definitivament els castells que quedaven sota el domini d’Al-Azraq qui en 1258 s'exilià definitivament del regne amb el compromís de no tornar mai més.
El 5 d’abril de 1248 Jaume I inicia el repartiment de les terres al voltant de Xàtiva, fent especial atenció al terme de Llutxent, que de nou apareix mencionat en altres documents de 1249. En total es reparteixen 46 lots de 3 a 5 jovades (380 hectàrees), i s'instal·len 45 colons que prefereixen establir-se en una zona plana abans que viure en les incòmodes estructures del castell àrab. Només cal pensar en la dificultat de l’accés al Castell del Xio per entendre les raons que portarien als nous pobladors a elegir una zona més accessible. A més, durant el període de revoltes de finals del segle xiii (1276-1277) Llutxent encara no tenia castell, perquè quan comencen aquestes revoltes a març de 1276, el rei Jaume I va ordenar als colons cristians de les viles meridionals que es protegiren a l’interior de les poblacions, enumerant un llistat de 15 viles entre les que estan: Gandia, Ontinyent, Cocentaina, Albaida, Guadalest, Alcoi i Castalla. Tan sols en dos casos especials, Llutxent i Xixona, especifica que es refugien “in castro”, evidenciant que no existia una vila fortificada i que en eixe moment els habitants residien fóra del recinte castral.
Aquesta última onada de revoltes es produeix en el moment en què el Regne Nassarita de Granada trenca els seus llaços amb el Regne de Castella. Els almogàvers valencians, decideixen atacar les aljames de Múrcia i del Regne de Granada, i els musulmans reben el reforç de genets marroquins que arribaren junt amb l’exiliat Al-Azraq. Després d’una primera derrota a Alcoi el 23 d’abril del 1276, dia de Sant Jordi en què morí Al-Azraq, les tropes musulmanes creuaren el port d’Albaida amb la intenció de socórrer els musulmans que s'havien congregat a Beniopa. Al seu pas per Llutxent, ja a principis de juliol, mentre anaven camí del rescat, s'assabentaren de que ja no arribaven a socorre’ls, i decidiren saquejar la pobla de Luxen en la coneguda Batalla del Barranquet de la Sang en què 500 genets i 3000 infants dirigits per Aben Bazel derrotaren les tropes cristianes. Poc més tard moriria Jaume I, un 26 de juliol de 1276, no sense abans haver recuperat el poder de la Pobla de Luxen en una altra batalla on van donar mort a Aben Bazel, nèbot del temut Al-Azraq.
Després de la conquesta cristiana el castell fou utilitzat com a refugi per als cristians instal·lats a la nova pobla de Llutxent. Aquesta fundació de Jaume I no disposava de defenses, ni muralles ni fortalesa, i per això fou fàcilment saquejada per Al-Àzraq el 1276, poc després d'un advertiment de la corona perquè els llutxentins es refugiaren in castro. La construcció del nou castell al capdamunt del poble va comportar l'abandonament de l'antic, anomenat Castell Vell des d'aleshores.

## Organització territorial
L’organització del territori estava determinada per factors demogràfics, polítics i econòmics, entre els quals l’aigua era un component primordial ja que immediatament després de la conquesta del Regne de València, la nombrosa quantitat de fonts, pous, aljubs i canals va servir per a delimitar els camps entre els diferents pobles i ciutats. Durant el període posterior a la conquesta, els cristians s'estableixen al mig urbà i en pobles de colonització, anul·lant l’estructura d’hàbitats i alqueries rurals al voltant dels castells, encara que a les zones rurals la població segueix sent majoritàriament musulmana. Les tres formes més comuns d’administració islàmica foren l'alqueria, el rafal i el hisin.
La qura, qayra en plural i alqueria en llengua romanç, seria un espai habitat relativament extens, considerat com una unitat de població amb terrenys compartits per diverses famílies. Al segle xiii podria designar un poble, una vila, un mas o una partida reial, però com que no existeix un acord per a definir quin era l’estatus social i polític de l’alqueria, cal ser cautelós a l’hora d’emprar aquest terme, ja que aquesta definició no ha sigut mai ben concretada, sent encara hui dia tema de discussió entre historiadors. Mentre que per a uns no té sentit d’unitat, per a altres és la unitat més menuda de poblament dins del districte castral que es configuraria al voltant del hisin.
Al segle xiii la Baronia de Llutxent tindria dotze alqueries islàmiques repartides entre les planures i les zones més elevades. Alqueries que dependrien del hisin del Xio, unides per camins i ubicades a les proximitats de fonts i rius. Al terme actual de Quatretonda es trobaven les alqueries de Benevoire, Dorresment (o Rosment) i Quatretonda; Benifuse, Benicalvell, Mesquita, Osset, Luxén i Vilella pertanyien al terme actual de Llutxent; Benifat i Pinet al terme de Pinet, i finalment teníem l’alqueria de Benicolet, que juntament amb la de Pinet sobreviurien com a pobles musulmans al regne cristià de València. Per la seua banda Quatretonda i Llutxent es convertirien en dos assentaments de colons cristians i la resta d’alqueries anirien desapareixent al llarg dels segles XIV i XV.
La designació de rahal, raal, rafal o ràfol, correspondria a una casa als afores de la ciutat, vila o territori, i també a una alqueria en arrendament que sovint era propietat de personalitats de l’aparell estatal, membres de la classe dirigent, civil i militar. Com a mínim, sabem que hi hauria un al nostre terme, que ha conservat la denominació de El Rafal.
Els hisun de Xark al-Andalus es repartiren pel territori formant una xarxa estable de protecció i comunicació, amb fortificacions i torres vigia ubicades en llocs estratègics que responien a una planificació premeditada: zones elevades en mig de valls que permetien vigilar les rutes, acollir caravanes i tenir una gran visibilitat del territori sobre el que la comunitat rural, anomenada al-jama, exercia uns drets col·lectius. Però per damunt de la ubicació estratègica, predominava la preocupació per establir-se en llocs on pogueren cobrir la necessitat d’aigua, buscant sempre zones amb rius o construint cisternes, pous o aljubs per a la recollida de l’aigua.

## Ubicació
Al castell s'accedeix des de la carretera de Pinet, propera al camí de la Costa que condueix al Mont Sant, on s'ubiquen el monestir i l'ermita, i en direcció nord-est respecte a la vila surt el camí que condueix al turó sobre el qual s'assenta el castell.
El Castell del Xio, es troba aproximadament a 1,5 km del municipi de Llutxent, a la vora de la carretera de Pinet, en l’antic pas que obria la Vall d’Albaida des del nord-est conegut com el Coll del Llautó, que constituïa el camí més ràpid i accessible des de la costa cap a l’interior, entre Xàtiva, Alcoi i Dènia.
El castell està ubicat a 280 metres sobre el nivell del mar damunt d’una plataforma rocosa, protegit de manera natural per tres vessants abruptes i connectat visualment amb els castells de Rugat, Bèlgida, Albaida i Vilella, entre els que s'efectuarien senyals de fum si era de nit, o de foc si era de dia, per avisar de qualsevol perill tant a la població rural com als castells veïns. No podem oblidar tampoc la presència d'altres torres islàmiques repartides entre els territoris d’aquestos castells, com per exemple el castellet de Pinet o una hipotètica torre que podria haver estat la base del Castell Palau, quedant constància de restes arqueològiques de ceràmica islàmica i de tècniques arquitectòniques similars a les utilitzades al Castell del Xio.

## Descripció
Amb una superfície de 3.481 m² es tracta d'un hisin de refugi i residència, de planta triangular i doble recinte emmurallat, dels quals l'interior està construït sobre la part més elevada, responent a les necessitats de residència i/o refugi, mentre que l’exterior es troba sobre les terrasses naturals que envolten el castell, amb la torre albarrana en el seu extrem sud-occidental.
A més de la torre albarrana, que serviria per a millorar la defensa i vigilància del castell, hi havien tres torres més en el recinte interior, de les quals en queden dos en peu, totes amb una planta rectangular i segurament amb finestres saeteres, tal com ens ho testimonia la torre interior est.
La torre interior est conserva quatres obertures, de les que podríem aventurar-nos a dir que les tres que miren cap a l’exterior del recinte són originals, ja que responen a una estructura de llinda que ens permet endevinar la típica forma atrompetada de la finestra saetera, d’interior ample per facilitar el manejo dels arcs a l’interior de la torre, i exterior estret per impedir que entren fletxes (saetes) des de fora.
Existeixen altres obertures al castell, algunes portes i finestres semblen tenir totes les característiques per a ser originals, mentre que altres han estat obertes per a usos posteriors que desconeguem. És possible que la porta d’entrada s'ubicara en la part sud del recinte, on es conserva un forat que per la seua coincidència amb l’acabament i l’inici d’una nova tapia podria haver estat planificat junt amb la construcció inicial. Igual com passa a les torres islàmiques, les portes dels castells estaven ubicades en altura, ja que contaven amb una escalera de mà que guardaven a l’interior després d’haver pujat.
Pel que fa als murs dels recintes, l’exterior està bastant deteriorat, encara que si intentem traçar el seu dibuix unint les línies dels murs que queden, comprovarem que segurament hi havia més d’una estructura, tal vegada un albacar o inclús les cases d’un poblat ubicat en la falda de la muntanya, com ja van apuntar Pierre Guichard i André Bazanna. En canvi, el mur interior sí que conserva el perímetre mural complet, un mur suficientment ample com per a suportar el camí de ronda, on es situarien una quantitat considerable d’homes per protegir aquest segon recinte, de major importància, ja que acolliria les diferents estàncies de la residència, entre les que trobem la gran cisterna.
L'aljub és un dipòsit d’aigua destinat a recollir aigua de pluja mitjançant una sèrie de canalitzacions o alguna obertura en la teulada. La del Castell del Xio és de grans dimensions, el que sempre ha fet pensar amb una previsió per a llargs setges; no obstant aquesta gran cisterna també podria indicar que el castell era una residència amb els recursos hídrics coberts o inclús d’ús comú per a tots els habitants del hisin, ubicada a l’interior de la fortificació per a una major protecció. La cisterna, d'11 m. de llarg per 3 m. d’ample, està ubicada de manera paral·lela al mur est i podria ben bé superar els 3 m. de profunditat fins on es troben els arrencaments de la volta que la cobria, repartint el pes d’aquesta en tres arcades a les que caldria sumar les dos parets de tancament. L’interior dels aljubs àrabs solia estar recobert d’una mescla feta amb calç, arena, òxid de ferro, argila roja i resina de llentiscle, per impedir la putrefacció de l’aigua i les filtracions. Caldria fer un estudi per a verificar si els materials són aquestos, però el que sí és segur és que està recoberta per una capa impermeabilitzant.
La tècnica que s'emprà per a la seua construcció fou el tapial, un mètode de ràpida execució i gran solidesa que ha contribuït a la conservació de l’edifici després de més 800 anys, sense cap mena de mesura de conservació. Aquesta tècnica de construcció ancestral es realitzava amb un morter de terra humida argilosa mesclada amb pedres calcàries, entre les que també podem trobar restes de ceràmiques trencades. El fet d’incorporar pedres calcàries al morter ajuda a estabilitzar la massa amb la cal, hidratant-la amb la humitat de la terra argilosa i aconseguint que siga més forta i duradora davant de possibles atacs bèl·lics. Per això, les tapies que incorporen cal al morter reben el nom de tapies reials, i són, com la del Castell del Xio, les que majoritàriament conservem a l’actualitat, ja que les que no empraven la cal en el morter han desaparegut.
Una particularitat de les construccions fetes en tapial és que tots els seus murs són rectilinis, no hi ha torres cilíndriques ni tampoc murs corbats. Açò ocorre ja que per a realitzar les tapies s'utilitzen encofrats, una mena de caixons de fusta que s'omplin amb el morter comprimit deixant-se assecar al sol fins a aconseguir una consistència més sòlida. Una vegada la massa s'ha solidificat es retira l’encofrat deixant les fustes transversals de subjecció de l’estructura al seu lloc. Al retirar les agulles, que és com s'anomenen aquestes fustes, es queden uns forats que solien servir com a eixida d’aigües, encara que de vegades les fustes no es retiren i amb el temps es descomponen deixant restes del material al seu lloc original. Les dimensions del tapial del Castell del Xio corresponen al colze ma’mūní, que equival a 0,47 metres, mentre que els caixons solen tenir una alçada aproximada de 0,91 metres, mesura que equival aproximadament a dos colzes i correspon a una vara, que és la que s'emprava de manera generalitzada a les construccions datades entre els segles XII i XIII repartides per la comarca de la Safor.
Durant la primera meitat del segle XIII, castells com el del Xio varen servir als cristians de punts de referència per a la conquesta, pel seu caràcter militar, de domini i de defensa dels nous llocs conquerits. No obstant, molts varen ser abandonats ben prompte, com el nostre que quedà reduït a la importància d’unes ruïnes, convertint-se en simples punts de recolzament del poder senyorial. Tenir a la població musulmana en les zones baixes els permetia un major control, ja que així evitaven la possibilitat que es feren forts contra ells dins dels castells. Així, els principals centres de poblament cristià s'organitzaren en zones de pla, al voltant d’un focus de colonització, la pobla, que era jeràrquicament superior a qualsevol altre nucli de població existent, com les alqueries. Al nostre territori s'assentaren a la Pobla de Luxen, tal vegada en una alqueria musulmana ubicada en un espai que possiblement hauria estat habitat des d’època romana.

## Estat actual[13]
Al meitat del segle xiii la família dels Pròxida pren possessió de la Baronia de Llutxent, passant també a ser propietaris del Castell del Xio i del Mont Sant on Maria de Vidaura i Francesc de Pròxita fundarien el Convent del Corpus Christi. Dos segles després, Pere Maça de Lizana compra la Baronia de Llutxent passant a ser el nou propietari des de 1487.
A tots els documents l’estat de conservació del Castell del Xio es descriu en desús des del segle xvii, ja que l’ordre d’expulsió dels moriscs al 1609 va significar la sentència de mort de molts castells musulmans. Des d’aquell moment, el nostre avantpassat àrab va quedar apartat, oblidat i aïllat de la resta del poble, en un lent però continu procés d’enderrocament que podem veure ben avançat a la base d’algunes parts, com la torre est.
L’any 1837, amb l’abolició de les senyories, el Castell del Xio passà a ser teòricament propietat de l'Ajuntament de Llutxent, però el 8 de Juny de 1965 l’Estat va obrir una investigació per esclarir a qui pertanyia la seua propietat, argumentant que no hi havia documentació que demostrés que era de l’Ajuntament de Llutxent. Res més que 7 anys de litigi obert va durar la causa per la propietat del Castell Vell, fins que el Jutjat de Primera Instància i Instrucció Nº 9 de València, el va declarar Bé de Domini Públic amb una sentencia que seria ratificada per la Sala Primera de lo Civil de l’Audiència Territorial el 28 de Setembre de 1972. El Castell del Xio, com la resta de castells de l’Estat Espanyol, està protegit des de 1949 per l’article 1 del Decret Estatal de 22 d’Abril de 1949 que regulava la protecció dels castells d’Espanya, considerant monuments nacionals de màxima importància i, per tant, amb un nivell de màxima protecció, a tots els castells, torres, muralles i elements defensius monumentals.
El 15 de juny el Castell del Xio va ser declarat, junt amb el Convent del Corpus Christi i l’Ermita de la Verge de la Consolació, Conjunt Històric Artístic (inscripció núm. 46.24.150-001), una figura de protecció legal que manifesta el reconeixement del seu valor històric. D’altra banda la Llei 16/1985 senyalava que tots els monuments declarats històric-artístics o inclosos en l’Inventari de Patrimoni Artístic i Arqueològic d’Espanya passaven a tindre la consideració de Bé d’Interès Cultural (BIC), protecció que de nou la Llei de Patrimoni Valencià va ratificar en 1998, tornant a declarar BIC tots aquells monuments que ja havia protegit la llei nacional.